# Thomas Fitch (Politiker, um 1696)
Thomas Fitch IV. (* um 1696 in Norwalk, Colony of Connecticut; † 18. Juli 1774) war ein britischer Politiker und der Gouverneur der Colony of Connecticut zwischen 1754 und 1766.

## Werdegang
Thomas Fitch IV. wurde um 1700 in Norwalk geboren. Er war der älteste Sohn und das erste Kind von Thomas Fitch III. und seiner ersten Ehefrau Sarah Boardman Fitch. Thomas graduierte 1721 in Yale und machte anschließend seinen Master. Er heiratete 1724 Hannah Hall. Das Ehepaar hatte mehrere Kinder, wobei das erste, Thomas Fitch V., 1725 geboren wurde. Thomas Fitch IV. war Norwalks Friedensrichter (Justice of the Peace), Deputy und Assistant beim Connecticut General Assembly, Vizegouverneur (Deputy Governor), Chief Justice (im Connecticut Superior Court) und schlussendlich Gouverneur der Colony of Connecticut.
Thomas Fitch verstarb am 18. Juli 1774 und wurde auf dem East Norwalk Historical Cemetery beigesetzt.

## Grabinschrift von Thomas Fitch IV.
THE HONORABLE THOMAS FITCH, ESQ.
GOV. OF THE COLONY OF CONNECTICUT,
Eminent and distinguished among mortals.
for great abilities, large acquirements, and a
virtuous character.
a clear, strong, sedate mind,
and an accurate, extensive acquaintance
with law and civil government;
a happy talent of presiding,
close application and strict fidelity,
in the discharge of important trusts,
no less than.
for his employments by the voice of the people
in the chief offices of State,
and at the head of the colony.
Having served his generation by the will of God,
fell asleep July 18 in Domini 1774,
in the 78th year of his age.

## Fitchs Haus
Das Haus von Fitch wurde zum Teil während des „Brands von Norwalk“ niedergebrannt, was eine Folge des Angriffs von William Tryon und der britischen Truppen im Juli 1779 war. Nur ein Trakt des Hauses blieb stehen. Fitchs Nachkommen lebten in dem wiederaufgebauten Haus bis 1945. 1956 wurde das Fitch Hause versetzt, um Platz zu schaffen für den Bau des Connecticut Turnpike. Es steht heute als Teil des Mill Hill Historic Park in Norwalk, nahe der Dorfwiese.

## Vermächtnis
- Die Fitch Street in East Norwalk ist zu Gedenken der Familie Fitch benannt worden, mitinbegriffen: Thomas Fitch I. (1612–1704), einen Stadtgründer; Thomas IV., den Gouverneur und Thomas Fitch V., Soldat und Patriot.[2]
- Sein Sohn, Colonel Thomas Fitch V. (1725–1795), diente mit den britischen-kolonialen Truppen im Franzosen-Indianerkrieg, hauptsächlich im Hinterland von New York, nahe Fort Crailo. Nach dem Krieg kehrte Thomas V. nach Norwalk zurück, wo er ein profilierter Einwohner während und nach dem Amerikanischen Unabhängigkeitskrieg war. Er war im Stadtrat und half nach dem Brand von Norwalk 1779 beim Wiederaufbau.[3]
- Die ehemalige Thomas Fitch School längst der Strawberry Hill Avenue in Norwalk wurde zu seinen Ehren, sowie der Beiträge der anderen Thomas Fitches für die Stadt, nach ihnen benannt.[4]